# Jules C. Stein
Julian (Jules) Caesar Stein (* 26. April 1896 in South Bend, Indiana; † 29. April 1981 in Los Angeles) war ein US-amerikanischer Unternehmer, der die Music Corporation of America (MCA) gründete und leitete. Der gelernte Augenarzt engagierte sich zudem als Philanthrop auf dem Gebiet der Augenheilkunde.

## Leben
Jules Stein war der zweitälteste Sohn der aus Litauen stammenden Emigranten Louis Stein (ursprünglich Seimenski) und Rosa Stein, geb. Cohen. Sein Vater führte einen Kurzwarenladen in South Bend, in dem auch die fünf Kinder mitarbeiteten. Jules Stein besuchte die Winona Lake Academy in Indiana, studierte von 1912 bis 1913 an der West Virginia University und schloss 1915 mit dem Bachelor of Philosophy an der University of Chicago ab. 1921 erlangte er den M.D. am Rush Medical College. Im Folgejahr war er an der Augenklinik der Universität Wien tätig. Später praktizierte er als Augenarzt am Cook County Hospital in Chicago und veröffentlichte 1924 die wissenschaftliche Schrift Telescopic Spectacles and Magnifiers as Aids to Poor Vision. 1928 heiratete er Doris Babette Jones (1900–1984), mit der er zwei Töchter bekam, darunter die Autorin Jean Stein.
Parallel zu seinem Studium arbeitete Stein als Musiker (Saxophon, Violine) und organisierte Auftritte anderer Bands. In dieser Zeit erkannte er das finanzielle Potential des Musik-Buchungsgeschäfts. 1924 gab er seine Arztkarriere auf und gründete zusammen mit dem befreundeten Pianisten Billy Goodheart Jr. die Music Corporation of America. Das zunächst als Künstleragentur tätige Unternehmen hatte Mitte der 1930er Jahre rund die Hälfte der wichtigsten US-amerikanischen Bands unter Vertrag und begann ab 1937 auch zunehmend Hollywood-Stars zu vertreten. Ab den 1950er Jahren entwickelte sich MCA zu einem heterogenen Medienunternehmen, das unter anderem Fernsehsendungen produzierte, Filme vertrieb und als Musiklabel agierte. 1946 legte Stein die Präsidentschaft von MCA nieder, war aber noch bis 1973 als Vorsitzender des Verwaltungsrats und danach als Direktor tätig. 1954 übereignete er 53 Prozent der Unternehmensanteile an ausgewählte Manager und Angestellte, nachdem er zuvor Alleineigentümer des Unternehmens gewesen war. Im Jahr vor seinem Tod kontrollierte er noch 19 Prozent der Anteile von MCA.

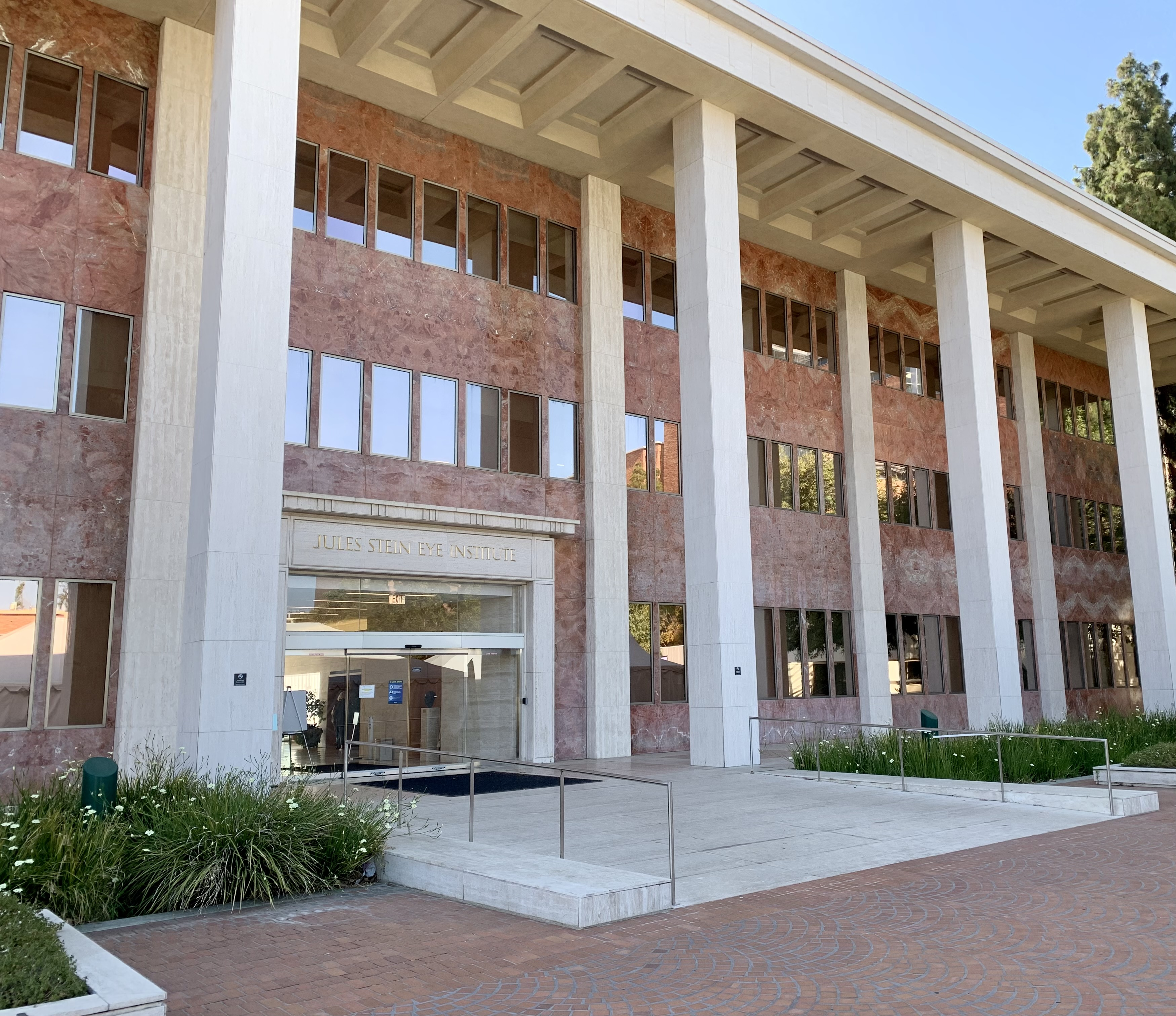
Jules Stein Eye Institute in Los Angeles

Stein, der zwischenzeitlich an Krebs erkrankt war, begann sich nach seiner Gesundung vermehrt in der Forschung auf dem Gebiet der Augenheilkunde und insbesondere der Verhinderung des Erblindens zu engagieren. 1960 gründete er hierzu die gemeinnützige Organisation Research to Prevent Blindness Inc. in New York. Resultierend daraus entstanden fünf Augenforschungszentren in den USA, unter anderem das von ihm 1966 zusammen mit seiner Ehefrau begründete „Jules Stein Eye Institute“ an der University of California in Los Angeles. Insgesamt spendete und organisierte er über 19 Millionen Dollar für die Augenforschung. Zudem führte er eine erfolgreiche Kampagne für das 1968 eingerichtete National Eye Institute (Teil des National Institutes of Health) durch.
1960 wurde Stein mit einem Stern der Kategorie Motion Pictures auf dem Hollywood Walk of Fame ausgezeichnet. 1975 erhielt er für sein Engagement im Bereich der Erhaltung und Wiederherstellung des Sehvermögens den Albert Lasker Public Service Award. Bei der Oscarverleihung 1976 wurde ihm ein Ehrenoscar für besondere humanitäre Verdienste, der Jean Hersholt Humanitarian Award, verliehen.
Jules Stein starb 1981 mit 85 Jahren an Herzversagen im Los Angeles Medical Center der University of California. Er wurde im Forest Lawn Memorial Park in Glendale begraben.